# Adam-Mickiewicz-Institut

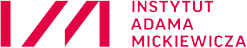
Logo des Adam-Mickiewicz-Instituts

Das Adam-Mickiewicz-Institut (poln. Instytut Adama Mickiewicza) ist ein polnisches Kulturinstitut, das sich der Förderung und Verbreitung der polnischen Kultur im Ausland widmet.
Das Institut wurde am 1. März 2000 auf Initiative des Kulturministeriums gegründet. Seitdem ist das Institut mit Sitz in Warschau Bestandteil der auswärtigen Kulturpolitik Polens. Ziel des Instituts ist Werbung für Polen und die polnische Kultur im Ausland. Im Rahmen von „polnischen Jahren“ in europäischen und außereuropäischen Ländern (beispielsweise 2002 in Österreich oder das „Deutsch-Polnische Jahr“ 2005/2006) werden kulturelle und künstlerische Veranstaltungen organisiert, um die im Ausland oft wenig bekannten Künstler dem ausländischen Publikum näher zu bringen. Die Veranstaltungen sollen ein positives Image im Ausland erzeugen, Vorurteile abbauen und das Land für Touristen und Investoren attraktiv machen. Das Institut unterhält zu diesem Zweck außerdem das Internetportal Culture.pl, das in englischer und polnischer Sprache über die zeitgenössische polnische Kultur informiert.
Der Name des Instituts ist eine Hommage an den polnischen „Dichterfürsten“ Adam Mickiewicz (1798–1855), den bedeutendsten Vertreter der polnischen Romantik.